# Doctor Manuel Belgrano (departamento)
Doctor Manuel Belgrano é um departamento da Argentina, localizado na província de Jujuy.